# Hai shang hua
Hai shang hua (侯孝賢, comercialitzada internacionalment com a Flowers of Shanghai) és una pel·lícula dramàtica de Taiwan de 1998 dirigida per Hou Hsiao-hsien protagonitzada per Tony Leung com a mecenes ric i Hada Michiko, Annie Shizuka Inoh, Shuan Fang, Jack Kao, Carina Lau, Rebecca Pan, Michelle Reis i Vicky Wei com a "noies flors" a quatre bordells de gamma alta de Xangai. La pel·lícula està basada en la novel·la de 1892 Hái-siōng-hoa Lia̍t-toān de Han Bangqing. Va ser votada la tercera millor pel·lícula de la dècada de 1990 al Village Voice Film Poll de 1999. a pel·lícula va ser seleccionada com a entrada taiwanesa per l'Oscar a la millor pel·lícula de parla no anglesa als Premis Oscar de 1998, però no va ser acceptada com a una nominada.

## Sinopsi
La pel·lícula se centra en les relacions entre cortesanes i homes poderosos en el marc de sumptuosos bordells de Xangai el 1880.
El bordell de Zhau és dirigit per l'experta Pearl, una cortesana amb considerable independència i poder. Ella gaudeix d'una pacífica relació amb el patró Màster Hong, i s'usa aquesta parella per a relacionar les diferents històries que van ocorrent.
En els esforços de guanyar el beneplàcit i l'amistat de l'oficial de la cort Màster Wang, els amos del bordell el conviden a una festa nocturna on li ensenyen les millors cortesanes i s'enamora perdudament de Crimson. Se sabia que Crimson tenia un romanç secret amb un cantant d'òpera i per això Hong intenta dissuadir Wang d'intentar ser l'únic patró de Crimson, però no ho aconsegueix. Després d'un parell de "sessions" descobreix que els seus amics estan en contra de la seva decisió i això crea una confrontació constant entre Crimson i Wang. Finalment, encara que Wang segueix enamorat de Crimson, decideix deixar-la i triar la tranquil·la Jasmin.
Per culpa d'aquest incident la reputació del bordell baixa i Crimson perd el poder de ser una cortesana. D'altra banda, Jasmin aconsegueix fortuna i poder gràcies a l'exclusivitat amb Wang.
Després, l'aprenenta Jade, nouvinguda al bordell de Pearl, coneix Shuren i els dos comencen una relació seriosa. Quan Jade descobreix que l'oncle de Shuren ha arreglat un matrimoni per ell i no pot complir la seva promesa de fer-la la seva esposa, ella l'obliga a prendre opi i morir amb ella. Shuren al final entra en pànic i els dos se salven. El mestre Hong i Pearl interfereixen, Shuren paga $ 10.000 perquè Jade pugui comprar el seu contracte i casar-se com una dona lliure.
Seguidament s'explica la història d'Emerald que és la cortesana més bella: l'ou d'or del bordell d'Huang. El seu encant es basa en un mescla de bellesa i personalitat. A part, és prou intel·ligent de no fer-se exclusiva amb ningú. Ella descobreix que Màster Luo està tan enamorat d'ella que no li importa esperar mentre ella "entreté" a altres clients a l'habitació del costat. Així és com ella usa aquesta informació per negociar amb Huang.
Huang, que té tots els mals hàbits d'una cortesana: juga, té deutes i molts amants, per a suplir els seus deutes abans de deixar lliure a Emerald, ha de trobar a una substituta, la qual cosa negocia al llarg de la pel·lícula. Finalment, gràcies a l'ajuda del Màster Hong i Emerald, Luo aconsegueix negociar un preu satisfactori per treure Emerald de la vida dels bordells.

## Repartiment
| Actor               | Paper            |
| ------------------- | ---------------- |
| Tony Leung Chiu-wai | Wang             |
| Michiko Hada        | Crimson (沈小紅) |
| Vicky Wei (魏筱惠)  | Jasmin (張蕙貞)  |
| Carina Lau          | Pearl (周雙珠)   |
| Shuan Fang          | Jade (周雙玉)    |
| Michelle Reis       | Phoenix (黃翠鳳) |
| Jack Kao            | Luo              |
| Rebecca Pan         | Huang            |
| Annie Yi            | Golden Flower    |
| Hsu An-an           |                  |
| Firebird Lu         | Vagabund #2      |
| Hsu Ming            |                  |
| Pauline Chan        |                  |
| Cheung Shui Chit    |                  |
| Che Hin             |                  |
| Hsu Hui Ni          |                  |

## Recepció crítica
El crític de cinema J. Hoberman, com Jonathan Rosenbaum, va proclamar Hou Hsiao-hsien el millor director dels anys 90 i va aclamar Flowers of Shanghai com una de les tres obres mestres de Hou d'aquella dècada.
Jeffrey Anderson troba la pel·lícula increïblement bella malgrat la necessitat de "visualitzacions múltiples i una paciència increïble".
Tot i que Jeremy Heilman no volia anomenar-la la millor pel·lícula de Hou, la considerava la més bonica. Kent Jones va dir que la pel·lícula era innovadora.
A l'agregador de ressenyes Rotten Tomatoes, la pel·lícula té una puntuació d'aprovació del 92% basada en 12 ressenyes. A Metacritic, la pel·lícula té una puntuació mitjana ponderada de 73 sobre 100 basada en 11 crítiques, indicant "crítiques generalment favorables".

## Premis
La pel·lícula va guanyar els premis al millor director i millor director d'art (Wen-Ying Huang) al Festival de Cinema Àsia-Pacífic de 1998, i l'any següent el director va guanyar el Golden Crow Pheasant al Festival Internacional de Cinema de Kerala. Va ser nominat a la Palma d'Or al 51è Festival Internacional de Cinema de Canes però no va guanyar.